# 女節
女節（?—?），是轩辕黄帝的次妃，出自方雷氏。
皇甫谧说黄帝元妃西陵氏女就是嫘祖，生昌意。次妃方雷氏女就是女节，生青阳。次妃彤鱼氏女，生夷鼓，一名苍林。次妃嫫母。《国语》夷鼓、苍林是二人。《汉书》古今人表彤鱼氏生夷鼓，司马迁据《大戴礼记》，说嫘祖生昌意及玄嚣，玄嚣即青阳。皇甫谧以青阳为少昊，乃方雷氏所生。《春秋纬元命苞》说黄帝之时，女节在梦中幻觉如虹下落华渚（今河北盐山）巨大的流星落在身上，意感而生白帝朱宣。宋均注称朱宣就是少昊帝。